# Jönköpings-Posten
Jönköpings-Posten (JP) är en lokaltidning i Jönköping med 60 000 dagliga läsare (Orvesto 2019:2). Tidningen är en del av Hall Media och Bonnier News Local.

## Historik
Jönköpings-Posten, som startades av Herman Hall, utkom första gången den 17 januari 1865, då som veckotidning. 1904 blev JP en sex-dagars tidning. Fram till 1971 var tidningen liberal, men den betecknas idag som oberoende borgerlig.
JP var en av mycket få svenska tidningar som fram tills den 6 november 2013 fortfarande kom ut i storformat. Från och med den 7 november 2013 ges JP ut i tabloidformat och driver nyhetssajten jp.se

## Ansvariga utgivare i urval
- Josef Hamrin 1909–1934
- Yngve Hamrin 1935–1969
- Stig Fredriksson 1970–1999
- Hans Olovsson 1999–2010
- Mats Ottosson 2010–2016
- Marie Johansson Flyckt 2016–2019
- Herman Nikolic  2019–2022
- Patricia Svensson 2022–

## Ledarskribenter och övriga journalister

### Övriga journalister
- Christina Hamrin (huvudägare och tidigare kulturredaktör)
- Andreas Söderlund
- Yvonne Teiffel
- Vladimir Oravsky
- Dan Sylvebo
- Anders Rydell